# Prosa
Prosa (von althochdeutsch prōsa, dieses von lateinisch prosa oratio ‚geradeaus gerichtete (schlichte) Rede‘, aus prorsus ‚nach vorn gewendet‘ und oratio ‚Rede‘) bezeichnet die ungebundene Sprache im Gegensatz zur Formulierung in Versen, Reimen oder in bewusst rhythmischer Sprache. Der Begriff wird nur im Singular gebraucht (Singularetantum). Ein Schriftsteller, der ausschließlich oder überwiegend Prosa verfasst, wird auch als Prosaist bezeichnet.
Als prosaisch bezeichnet man davon abgeleitet eine vergleichsweise trockene, nüchterne Darstellung.

## Geschichte
Ursprünglich wurde der Begriff der Prosa als Bezeichnung für wissenschaftliche, schriftlich fixierte Texte (beispielsweise in der Geschichtsschreibung, Philosophie oder in den Naturwissenschaften) verwendet, sowie für Notizen in Schriftform im Gegensatz zur Dichtung, die bis ins 18. Jahrhundert überwiegend in Versform verfasst und für den mündlichen Vortrag bestimmt war. Dieser Unterschied bestimmte das neuzeitliche Literaturverständnis bis in das 18. Jahrhundert, das ein Wertungssystem beinhaltete, welches die Versrede grundsätzlich bevorzugte und die Prosa in diesem System als Mangel „an formativer Kraft“ verstand.
Später wurde der Prosabegriff allgemein für jede Textsorte benutzt, sowohl für die ungezwungene Alltagsrede als auch für den kunstvoll gestalteten fiktionalen Text. Seit dem 18. Jahrhundert wird der Begriff ebenso synonym verwendet für die erzählende Literatur bzw. Epik, vor allem für den Roman als Hauptmedium dieser literarischen Gattung. Als derartiger gattungstheoretischer Begriff bezeichnet die Prosa jene unterschiedlichen Gattungselemente der Literatur, die Beobachtetes, Empfundenes, Erdachtes und Gedachtes mitteilen und mehr oder weniger interpretieren: in einen ausgesprochenen oder unausgesprochenen Sinnzusammenhang stellen, erklären, kommentieren, analysieren oder bewerten und die (im Unterschied zu Versdrama und Lyrik) in ihrer Darstellungsform nicht versförmig sind.

Prosagenres sind z. B. Romane, Novellen, Erzählungen, Kurzgeschichten, Essays, Feuilletons, Memoirenliteratur, Biografien, Briefe, Sachtexte aller Art und die gesamte wissenschaftliche Literatur. Kürzere Formen der Prosagenres, insbesondere Novellen, werden unter dem Begriff Kurzprosa zusammengefasst.
Obwohl die Prosa nicht zwingend durch feste Regeln der Textkomposition bestimmt ist, kann sie sich jedoch durchaus strukturell verdichten. So können Prosatexte beispielsweise durch rhetorische Figuren oder rhythmische Satzschlüsse oder auch durch eine „der Gedankenentwicklung entsprechende, logische Eurythmie“ (W. v. Humboldt) oder eine „geistige Syntax“ (J. Grimm) in ihrer Gestaltungsoffenheit in vielfältiger Weise intensiviert werden. Ebenso können sich die Merkmale der Prosa mit ihrer jeweiligen Quantität verändern. Länge stellt dementsprechend eine Voraussetzung für epische Entfaltung, Kürze für aphoristische Prägnanz dar.
Der (literatur-)geschichtliche Erfolg der Prosa vor allem seit dem 20. Jahrhundert ist zugleich verknüpft mit dem „Zerfall verbindlicher Weltbilder im Prozess der Moderne“, in der die Prosa „zur Darstellungsform für eine Welt“ wird, „in der sich nichts mehr reimt‘“.
Die Gebrauchsprosa teilt ihre Inhalte mit z. B. in Rede, Gespräch, Brief, Artikel und Sachtext (z. B. Gesetzestexte oder Gebrauchsanleitungen). Davon unterscheidet man die literarische Prosa, die sich in Wortwahl, Satzbau, Sprachmelodie, Bildhaftigkeit und Sprachrhythmus bewusst poetischer Gestaltungsmittel bedient. Die wissenschaftliche Prosa (z. B. in der Philosophie) überschneidet sich bisweilen mit der literarischen Prosa.
In der Literaturwissenschaft ist umstritten, ob sich der Gegensatz Prosa-Versdichtung eignet, um ein Gattungssystem zu begründen, das dem Konzept der „Naturformen“ Lyrik, Epik und Dramatik gleichwertig ist.
In Gegensatz zum Begriff prosaisch, der auf Nüchternheit im Ausdruck verweist, zeichnen sich „politische Prosa“ und „wissenschaftliche Prosa“ (ähnlich „Antragsprosa“) durch den ungewöhnlich blumigen Bezug auf aktuelle Schlagworte der politischen und/oder wissenschaftlichen Tagesdiskussion aus.